# Mykolajiwka (Dnipro, Obuchiwka)
Mykolajiwka (ukrainisch Миколаївка; russisch Николаевка Nikolajewka) ist eine Siedlung städtischen Typs in der ukrainischen Oblast Dnipropetrowsk mit etwa 1200 Einwohnern (2018).
Die Siedlung liegt im Rajon Dnipro am Ufer des Dnepr gegenüber der Stadt Kamjanske 29 km südlich vom ehemaligen Rajonzentrum Petrykiwka.
Am 12. Juni 2020 wurde die Siedlung ein Teil neugegründeten Siedlungsgemeinde Obuchiwka, bis dahin bildete sie die gleichnamige Siedlungsratsgemeinde Mykolajiwka (Миколаївська селищна рада/Mykolajiwska selyschtschna rada) im Südosten des Rajon Petrykiwka.
Am 17. Juli 2020 kam es im Zuge einer großen Rajonsreform zum Anschluss des Rajonsgebietes an den Rajon Dnipro.